# Premio Amerio
Il premio Luigi e Wanda Amerio è un premio, intestato alla memoria del matematico Luigi Amerio e di sua moglie Wanda, che viene assegnato dall'Istituto Lombardo Accademia di Scienze e Lettere a un matematico italiano che abbia dato contributi di particolare rilievo nel dominio dell’Analisi Matematica. Il
premio consiste in una medaglia d’oro ed ha cadenza annuale. 

## Elenco dei vincitori
Di seguito i nomi dei vincitori con la relativa affiliazione accademica al momento del conferimento del premio
- 2005 Gianni Dal Maso  (Sissa, Trieste)
- 2006 Mariano Giaquinta (Scuola Normale Superiore di Pisa)
- 2007 Antonio Ambrosetti  (Sissa, Trieste)
- 2008 Vieri Benci (Università di Pisa) [2]
- 2009 Alberto Bressan (Penn State University) [3] [4]
- 2010 Fulvio Ricci (Scuola Normale Superiore di Pisa)[5][6]

- 2011 Giuseppe Buttazzo (Università di Pisa)[7][8]

- 2012 Lucio Boccardo (Sapienza – Università di Roma) [9][10]

- 2013 Nicola Fusco (Università degli Studi di Napoli Federico II) [11]
- 2014 Gabriella Tarantello (Università degli Studi di Roma Tor Vergata)
- 2015 Camillo De Lellis (Università di Zurigo) [12]
- 2016 Giuseppe Mingione (Università di Parma) [13]
- 2017 Alessandra Lunardi (Università di Parma) [14]
- 2018 Andrea Cianchi (Università di Firenze) [15]
- 2019 Giovanni Alberti (Università di Pisa) [16]
- 2020 Andrea Malchiodi (Scuola Normale Superiore di Pisa)
- 2021 Gigliola Staffilani (Massachusetts Institute of Technology)
- 2022 Piermarco Cannarsa (Università degli Studi di Roma Tor Vergata)
- 2023 Enrico Valdinoci (University of Western Australia)
- 2024 Paolo Tilli (Politecnico di Torino)